# تیم ملی فوتسال مالزی
تیم ملی فوتسال مالزی نماینده مالزی در مسابقات بین‌المللی فوتسال و یکی از تیم‌های فوتسال آسیایی است.
تیم ملی فوتسال مالزی تحت کنترل فدراسیون فوتبال مالزی است و براساس رده‌بندی فیفا جایگاه ۶۷ را در بین تیم‌های ملی فوتسال جهان دارد.